# Farias (puro)
Farias es una marca de cigarros puros fabricada por la empresa española Tabacalera, que luego se fusionó con la francesa SEITA formando el Grupo Altadis y que en 2008 fue adquirida por la compañía británica Imperial Tobacco. La marca de puros fue introducida en España en 1889.

## Historia
En 1888 la Compañía Arrendataria de Tabacos (Tabacalera desde 1945) recibió una carta del D. Heraclio Farias, mexicano de origen gallego, en la que proponía la venta de su invento para elaborar cigarros con picadura de hebra. Tras una exitosa prueba piloto ambas partes firman el contrato el 12 de febrero de 1889, fecha en la que se puede decir que nace la marca Farias. El éxito de la invención se confirma meses más tarde, cuando se presentan los primeros cigarros Farias y su sistema de producción en la exposición Universal de París. El sistema Farias se aplicó inicialmente a los cigarros denominados Peninsulares Especiales que se empezaron a producir en la Fábrica de Bilbao. Posteriormente, en 1890 empieza la producción de los cigarros sistema Farias en la tradicional fábrica de La Coruña.

## Formatos
Farias se distribuye en varias modalidades y tamaños:
- Farias Corona: el cigarro puro de gama superior.
- Farias Superiores: el puro más conocido y vendido de la marca.
- Farias Chicos: cigarros puros de pequeño tamaño.
- Farias Club: cigarros puros de pequeño tamaño.
- Farias Mini Filter: el cigarrillo con filtro de Farias.